# Cussac-sur-Loire
Cussac-sur-Loire – miejscowość i gmina we Francji, w regionie Owernia-Rodan-Alpy, w departamencie Górna Loara.
Według danych na rok 1990 gminę zamieszkiwało 1358 osób, a gęstość zaludnienia wynosiła 132 osoby/km² (wśród 1310 gmin Owernii Cussac-sur-Loire plasuje się na 158. miejscu pod względem liczby ludności, natomiast pod względem powierzchni na miejscu 799.).